# アダム・トゥーズ

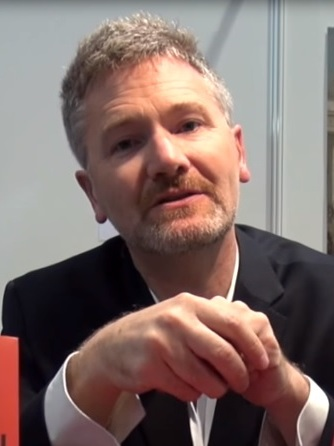
アダム・トゥーズ

アダム・トゥーズ（Adam Tooze、1967年6月6日 - ）は、イギリス出身の歴史学者。コロンビア大学の歴史学教授で同大学の欧州研究所所長を務める。経済史を専攻とし、20世紀初頭のドイツ経済や、世界経済と政治の変化を研究している。
ロンドンに生まれ、イングランドとドイツのハイデルベルクで育つ。1989年にケンブリッジ大学キングス・カレッジで経済学の学士号を習得し、ロンドン・スクール・オブ・エコノミクスで博士号を習得する。1996年から2009年にかけてケンブリッジ大学で現代史を教える。イェール大学のポール・ケネディの後任として国際安全保障研究所の所長を務め、2015年からコロンビア大学で現職を務める。
著書『ナチス　破壊の経済』でウォルフソン・ヒストリー・プライズを受賞した。他に、世界金融危機をテーマとする『暴落』を発表しており、この本はイェール大学とコロンビア大学の講座をもとにしている。

## 著書

### 単著
- Statistics and the German State, 1900–1945: The Making of Modern Economic Knowledge (Cambridge Studies in Modern Economic History), Cambridge: Cambridge University Press, 2001.
- The Wages of Destruction: The Making and Breaking of the Nazi Economy, London: Allen Lane, 2006.

『ナチス 破壊の経済 1923-1945』（上下）、山形浩生, 森本正史訳、みすず書房、2019年。
- The Deluge: The Great War, America and the Remaking of the Global Order, 1916–1931, London: Allen Lane, 2014.
- Crashed: How a Decade of Financial Crises Changed the World, London: Allen Lane and New York: Viking, August 2018.

『暴落  金融危機は世界をどう変えたのか』（上下）、江口泰子, 月沢李歌子訳、みすず書房、2020年。
- Shutdown: How Covid Shook the World's Economy, London: Allen Lane, August 2021.

『世界はコロナとどう闘ったのか?: パンデミック経済危機』、江口泰子訳、東洋経済新報社、2022年。

### 編著
- Cambridge History of World War II. Volume 3 with Michael Geyer, Cambridge: Cambridge University Press, 2015.
- Normalität und Fragilität: Demokratie nach dem Ersten Weltkrieg with Tim B. Müller, Hamburg: Hamburger Editionen, 2015.